# Mary Kitson Clark
Anna Mary Hawthorn Kitson Clark, FSA (14 de mayo de 1905 - 1 de febrero de 2005), de nombre casado Mary Chitty, fue una arqueóloga, curadora y académica independiente inglesa. Se especializó en arqueología del norte de Inglaterra romano-británica, pero también participó en excavaciones fuera del Reino Unido y del período romano . Su obra de 1935, A Gazetteer of Roman Remains in East Yorkshire, "sigue siendo uno de los puntos de partida para cualquier estudio de los romanos en el norte de Inglaterra".

## Primeros años y educación
Kitson Clark nació el 14 de mayo de 1905 en Leeds, Yorkshire, Inglaterra.   Era la menor de tres hijos de Edwin Kitson Clark (1866-1943) y Georgina Kitson Clark ( de soltera Bidder); un hermano mayor era el historiador George Kitson Clark. Su abuelo paterno fue Edwin Charles Clark, profesor Regius de Derecho Civil en la Universidad de Cambridge, y su bisabuelo materno fue George Parker Bidder, un eminente ingeniero.Kitson Clark se educó primero en casa y luego en Leeds Girls' High School, una escuela privada selectiva en Leeds.   Luego se matriculó en Girton College, Cambridge, para estudiar tripos de historia.  Después de graduarse con una Licenciatura en Artes (BA), permaneció en la Universidad de Cambridge para estudiar un diploma de un año en arqueología.

## Carrera
Kitson Clark perteneció a la generación de arqueólogos aficionados que permanecieron como eruditos independientes ; A lo largo de su vida, "fue testigo de la disminución de la influencia del erudito independiente y aficionado y del surgimiento de una clase profesional de arqueólogos e historiadores".  De 1929 a 1943 fue secretaria del Comité de Antigüedades Romanas de Yorkshire; su padre había sido su tesorero.  Durante este tiempo, publicó su obra maestra, A Gazetteer of Roman Remains in East Yorkshire (1935). Fue descrito en 1990 como un "clásico muy querido y apreciado", y según su obituario en The Independent "sigue siendo uno de los puntos de partida para cualquier estudio de los romanos en el norte de Inglaterra".  De 1941 a 1943 también fue conservadora de Antigüedades romanas en el Museo de Yorkshire en York.
Después de su matrimonio en 1943, Kitson Clark siguió siendo miembro de la Sociedad Filosófica de Yorkshire (que, entre otras cosas, dirigía el Museo de Yorkshire), convirtiéndose en su vicepresidente más longevo.   Tras la muerte de su marido en 1971, continuó su investigación. Publicó una monografía en dos volúmenes sobre Los monjes de Ynys Enlli (1992, 2000);  el último volumen se publicó justo después de su 95 cumpleaños. Kitson Clark participó en varias excavaciones arqueológicas . Excavó en varios sitios en East Yorkshire y publicó sus hallazgos en Gazetteer of Roman Remains in East Yorkshire (1935). En 1929, fue a Palestina y trabajó en las excavaciones de sitios paleolíticos dirigidas por Dorothy Garrod .  En 1935, formó parte de un equipo que excavó Petuaria, un fuerte romano en Brough, East Riding de Yorkshire.

## Vida personal
Durante su participación en las excavaciones de 1929 en Palestina, Kitson Clark conoció a su futuro marido , Derwas James Chitty (1901-1971); también fue arqueólogo y sacerdote anglicano.   El 5 de julio de 1943 se casó con Chitty. Juntos tuvieron un hijo, una hija. Luego vivieron en Upton, Berkshire, donde sirvió como vicario. Después de retirarse del ministerio de tiempo completo en 1968, vivieron en Llangwnnadl, Caernarfonshire, Gales.  Su marido murió en 1971 tras un "accidente doméstico".  En su obituario en The Independent afirmó que después de su muerte "Mary se sintió muy consolada por sus fuertes creencias cristianas". El 1 de febrero de 2005, Kitson Clark murió en Môr Awel, Llangwnnadl, a la edad de 99 años  Su funeral y una misa de réquiem se celebraron en la iglesia de St Gwynhoedl en Llangwnnadl el 5 de febrero de 2005.

## Honores
El 13 de enero de 1938, Kitson Clark fue elegida miembro de la Sociedad de Anticuarios de Londres (FSA): en el momento de su muerte, era la "última superviviente elegida antes de la Segunda Guerra Mundial". En 1985, los romanistas británicos celebraron una conferencia en su honor; Las actas de esta conferencia se publicaron posteriormente como Investigaciones recientes en Roman Yorkshire: estudios en honor a Mary Kitson Clark (Sra. Derwas Chitty) (1988).  

## Trabajos seleccionados
- Kitson Clark, M.1931. " Sitios de la Edad del Hierro en el Valle de Pickering ", Yorkshire Archaeological Journal "30. 157-172.
- Kitson Clark, M.1933. "Algunas invasiones de Yorkshire", Yorkshire Archaeological Journal 31. 320-330.
- Kiston Clark, M.1939. "¿Dónde estaban los Brigantes?", Yorkshire Archaeological Journal 34. 80–87.
- Myers, JNL, Steer, KA y Chitty, AHM 1962. " Las defensas de Isurium Brigantum (Alborough) ", Yorkshire Archaeological Journal 40, 1-79.